# La Buisse
La Buisse est une commune française située dans le département de l'Isère, en région Auvergne-Rhône-Alpes.
Également située dans le canton de Voiron, cette petite cité à l'aspect encore essentiellement rural, malgré une certaine urbanisation récente, est adhérente à la communauté d'agglomération du Pays voironnais.
Ses habitants sont appelés les Buissards.

## Géographie

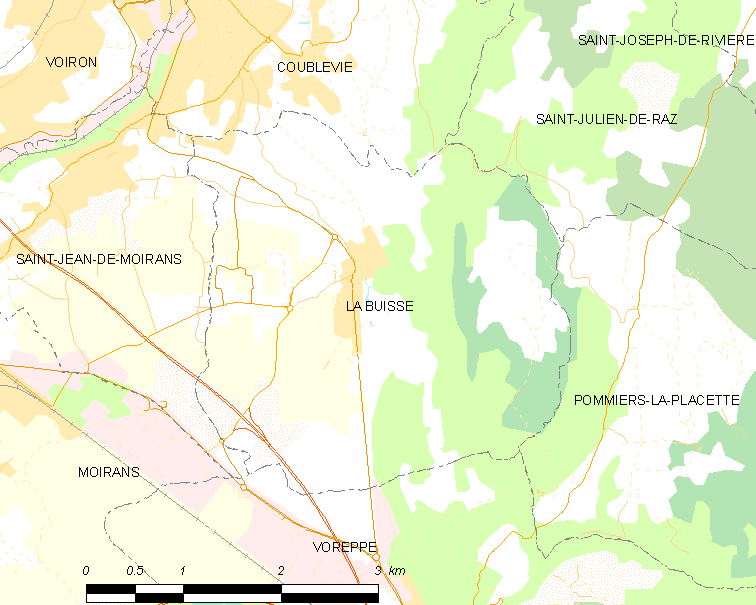
Plan de la commune de La Buisse et des communes limitrophes

### Situation et description
Située à 4 km au sud-est de Voiron, la plus grande ville situé à sa proximité, le territoire buissard se localise au sud de l'agglomération de cette ville, siège de la communauté d'agglomération du Pays voironnais. La Buisse est également positionnée 20 km de Grenoble et à 85 km de Lyon

### Géologie et relief
La Buisse, village souvent connu et reconnu pour sa célèbre carrière de pierre, possède une géologie particulière. En effet, la montagne qui surplombe la commune : le Grand Ratz (voir Plateau du Grand-Ratz), est une composante d'un plateau qui termine le massif Jurassien dans sa partie sud. Si souvent la Buisse est considérée comme commune Alpine du Massif de la Chartreuse du fait de sa situation géographique, géologiquement la différence est plus fine.
Cependant, le Plateau du Grand-Ratz, à l'image du massif de la Chartreuse, est composé de roches sédimentaires calcaires. La carrière qui en perce le flanc exploite ces roches afin de produire en grande partie de la Chaux (matière). L'entreprise Balthazard et Cotte, qui occupe la carrière donnera d'ailleurs son nom au "Balthazard", un type de granulat (ou gravier) à l'aspect bien spécifique et à l'utilisation répandue.

### Communes limitrophes
|                       | Coublevie |                       |
| Saint-Jean-de-Moirans | La Buisse | La Sure en Chartreuse |
|                       | Voreppe   |                       |

### Climat
Pour des articles plus généraux, voir Climat d'Auvergne-Rhône-Alpes et Climat de l'Isère.
En 2010, le climat de la commune est de type climat des marges montargnardes, selon une étude du Centre national de la recherche scientifique s'appuyant sur une série de données couvrant la période 1971-2000. En 2020, Météo-France publie une typologie des climats de la France métropolitaine dans laquelle la commune est exposée à un climat de montagne ou de marges de montagne et est dans la région climatique Alpes du nord, caractérisée par une pluviométrie annuelle de 1 200 à 1 500 mm, irrégulièrement répartie en été.
Pour la période 1971-2000, la température annuelle moyenne est de 11,4 °C, avec une amplitude thermique annuelle de 18,8 °C. Le cumul annuel moyen de précipitations est de 1 464 mm, avec 9,8 jours de précipitations en janvier et 7,5 jours en juillet. Pour la période 1991-2020, la température moyenne annuelle observée sur la station météorologique de Météo-France la plus proche, « Coublevie », sur la commune de Coublevie à 2 km à vol d'oiseau, est de 13,0 °C et le cumul annuel moyen de précipitations est de 1 121,0 mm,. Pour l'avenir, les paramètres climatiques de la commune estimés pour 2050 selon différents scénarios d'émission de gaz à effet de serre sont consultables sur un site dédié publié par Météo-France en novembre 2022.
| Mois                                  | jan.          | fév.           | mars          | avril         | mai           | juin          | jui.          | août          | sep.          | oct.          | nov.          | déc.           | année      |
| ------------------------------------- | ------------- | -------------- | ------------- | ------------- | ------------- | ------------- | ------------- | ------------- | ------------- | ------------- | ------------- | -------------- | ---------- |
| Température minimale moyenne (°C)     | 0,8           | 1              | 3,9           | 7,4           | 10,6          | 14,4          | 16,4          | 15,6          | 12,6          | 9,2           | 4,6           | 1,2            | 8,1        |
| Température moyenne (°C)              | 3,9           | 4,9            | 8,9           | 13,3          | 16,1          | 20,4          | 22,8          | 21,7          | 18            | 13,6          | 8,1           | 4,4            | 13         |
| Température maximale moyenne (°C)     | 7             | 8,8            | 13,9          | 19,1          | 21,7          | 26,3          | 29,3          | 27,8          | 23,3          | 18            | 11,7          | 7,5            | 17,9       |
| Record de froid (°C) date du record   | −9,8 11.01.10 | −12,7 05.02.12 | −9 01.03.05   | −1,2 04.04.22 | 1,6 06.05.19  | 3,8 01.06.06  | 8,9 15.07.16  | 8,9 15.08.06  | 3,9 27.09.10  | −1 16.10.09   | −7 27.11.05   | −12,2 20.12.09 | −12,7 2012 |
| Record de chaleur (°C) date du record | 16,8 10.01.15 | 21,4 24.02.20  | 25,6 31.03.21 | 30,3 28.04.12 | 33,6 24.05.09 | 38,2 27.06.19 | 40,1 24.07.19 | 39,7 24.08.23 | 32,4 11.09.18 | 28,8 04.10.10 | 23,9 12.11.18 | 19,3 17.12.19  | 40,1 2019  |
| Précipitations (mm)                   | 85,7          | 74             | 91,8          | 85,4          | 122,4         | 99,1          | 89,1          | 86            | 89,6          | 97,9          | 103,9         | 96,1           | 1 121      |

### Hydrographie
La commune compte sur son territoire un ruisseau de type torrentiel, le Gorgeat, dont les eaux rejoignent l'Isère en passant dans les sous-sols de la zone industrielle et artisanale de centr'alp.

### Voies de communication

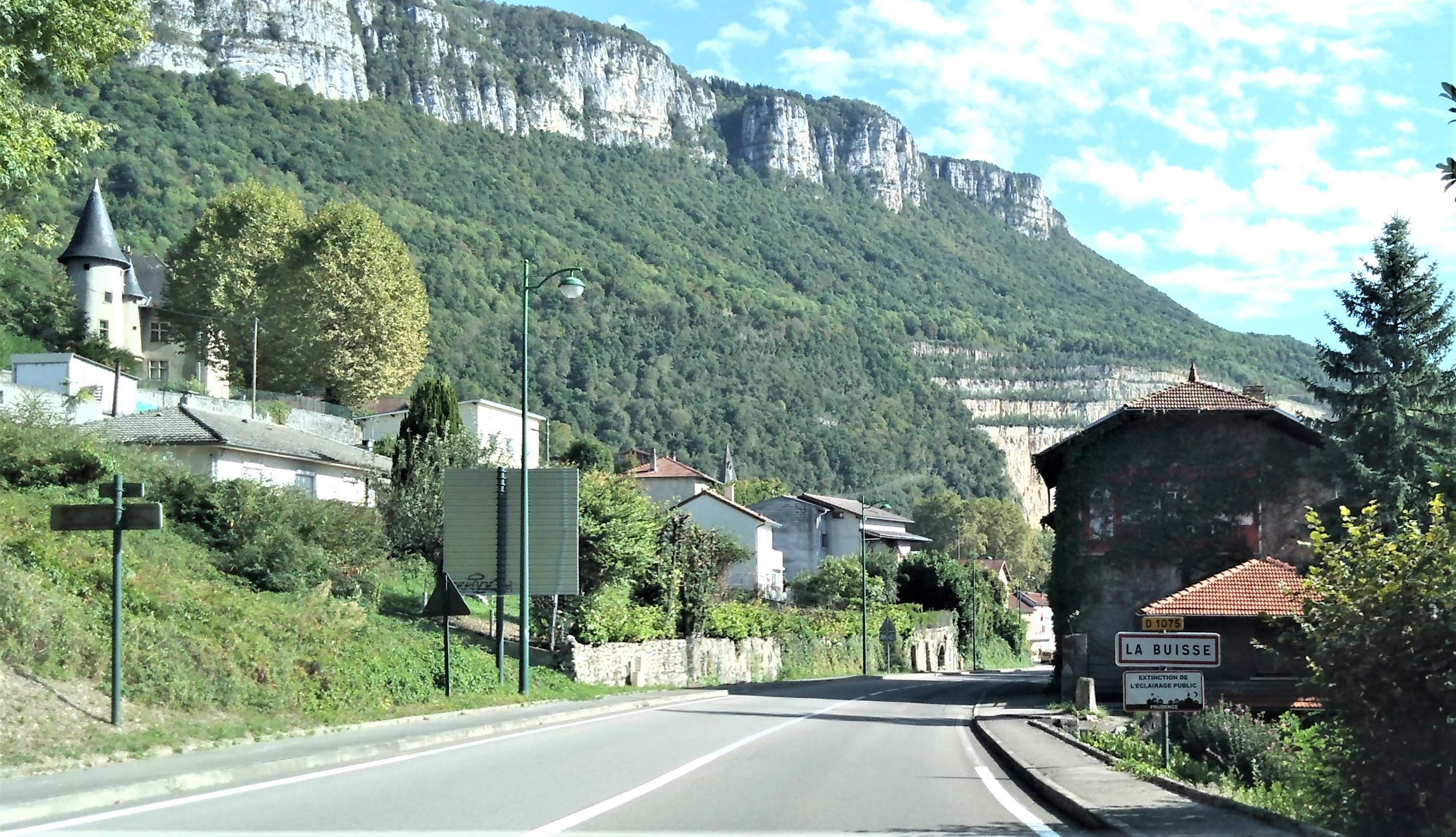
Entrée de La Buisse

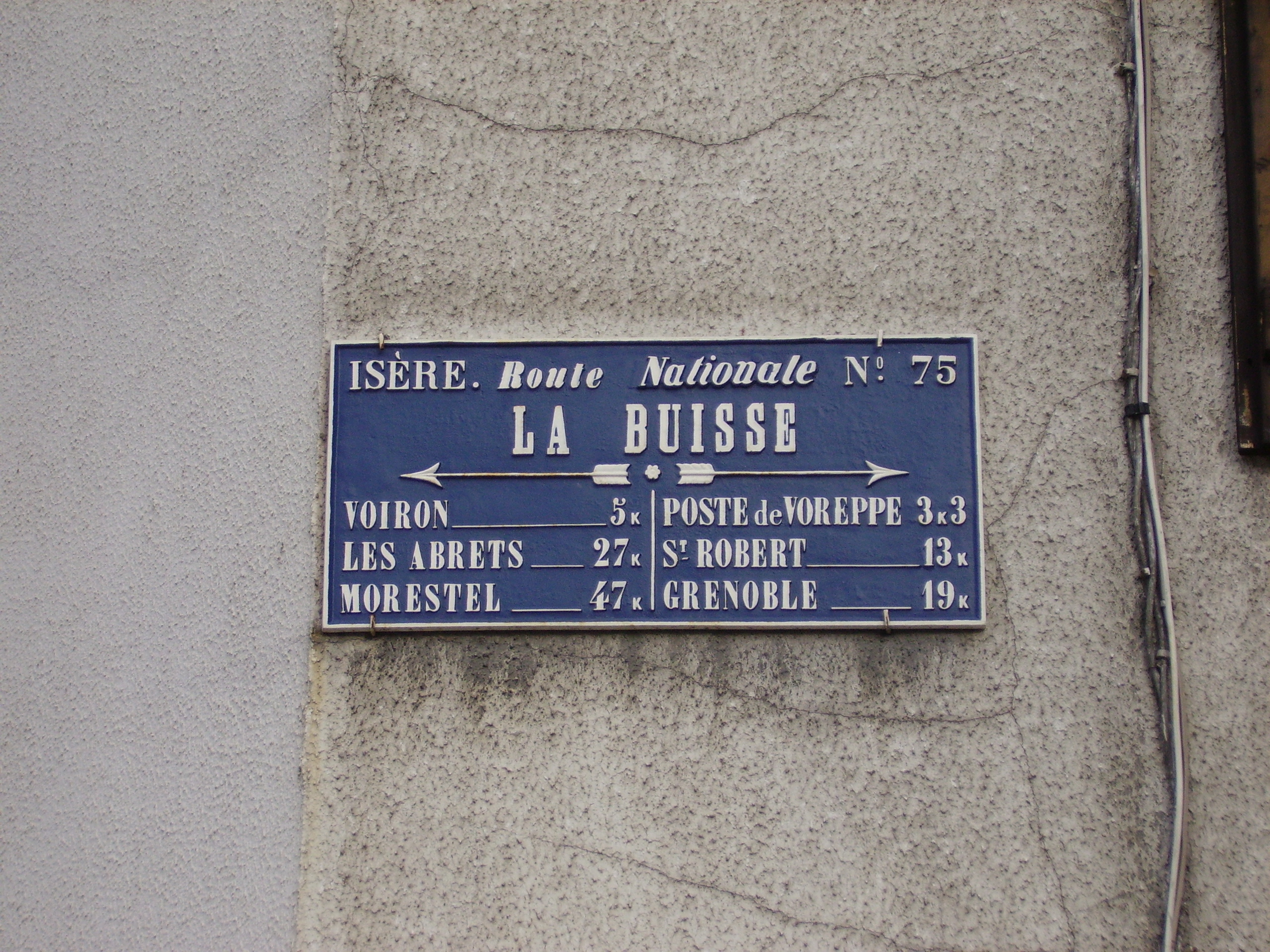
Plaque routière le long de l'ancienne RN75

L'ancienne route nationale 75 reliant Tournus et Bourg-en-Bresse à Sisteron, par Grenoble, route déclassée en RD 1075 traverse le  territoire buissard entre les communes de Coublevie (au nord) et La Voreppe (au sud) où elle se connecte avec la RD1085, route de Grenoble à Lyon.
La RD 121 permet de contourner le bourg central en se connectant avec l'autoroute A48 par une sortie (dite de Moirans mais située sur le territoire de La Buisse) permettant de rejoindre directement les agglomérations de Lyon et de Grenoble.
- 11 Moirans à 40 km : Moirans, Voiron-centre

La RD 120 permet de relier le bourg de La Buisse à la gare de Moirans après avoir traversé le hameau du Gay.

### Transport
Le territoire buissard est desservie par la ligne W du réseau urbain des Transports du Pays voironnais. Il est aussi desservi par la ligne C11 du réseau M reso reliant Lumbin à Voiron. Une ligne dont les véhicules sont disponibles sur réservation téléphonique complète l'offre de transport des lignes régulières.

## Urbanisme

### Typologie
Au 1er janvier 2024, La Buisse est catégorisée ceinture urbaine, selon la nouvelle grille communale de densité à sept niveaux définie par l'Insee en 2022.
Elle appartient à l'unité urbaine de Voiron, une agglomération intra-départementale regroupant 15  communes, dont elle est une commune de la banlieue,,. Par ailleurs la commune fait partie de l'aire d'attraction de Grenoble, dont elle est une commune de la couronne,. Cette aire, qui regroupe 204 communes, est catégorisée dans les aires de 700 000 habitants ou plus (hors Paris),.

### Occupation des sols
L'occupation des sols de la commune, telle qu'elle ressort de la base de données européenne d’occupation biophysique des sols Corine Land Cover (CLC), est marquée par l'importance des territoires agricoles (52,4 % en 2018), en diminution par rapport à 1990 (60 %). La répartition détaillée en 2018 est la suivante : 
forêts (32 %), zones agricoles hétérogènes (27 %), terres arables (16,2 %), zones urbanisées (10,1 %), prairies (9,2 %), mines, décharges et chantiers (4,9 %), zones industrielles ou commerciales et réseaux de communication (0,6 %). L'évolution de l’occupation des sols de la commune et de ses infrastructures peut être observée sur les différentes représentations cartographiques du territoire : la carte de Cassini (XVIIIe siècle), la carte d'état-major (1820-1866) et les cartes ou photos aériennes de l'IGN pour la période actuelle (1950 à aujourd'hui).

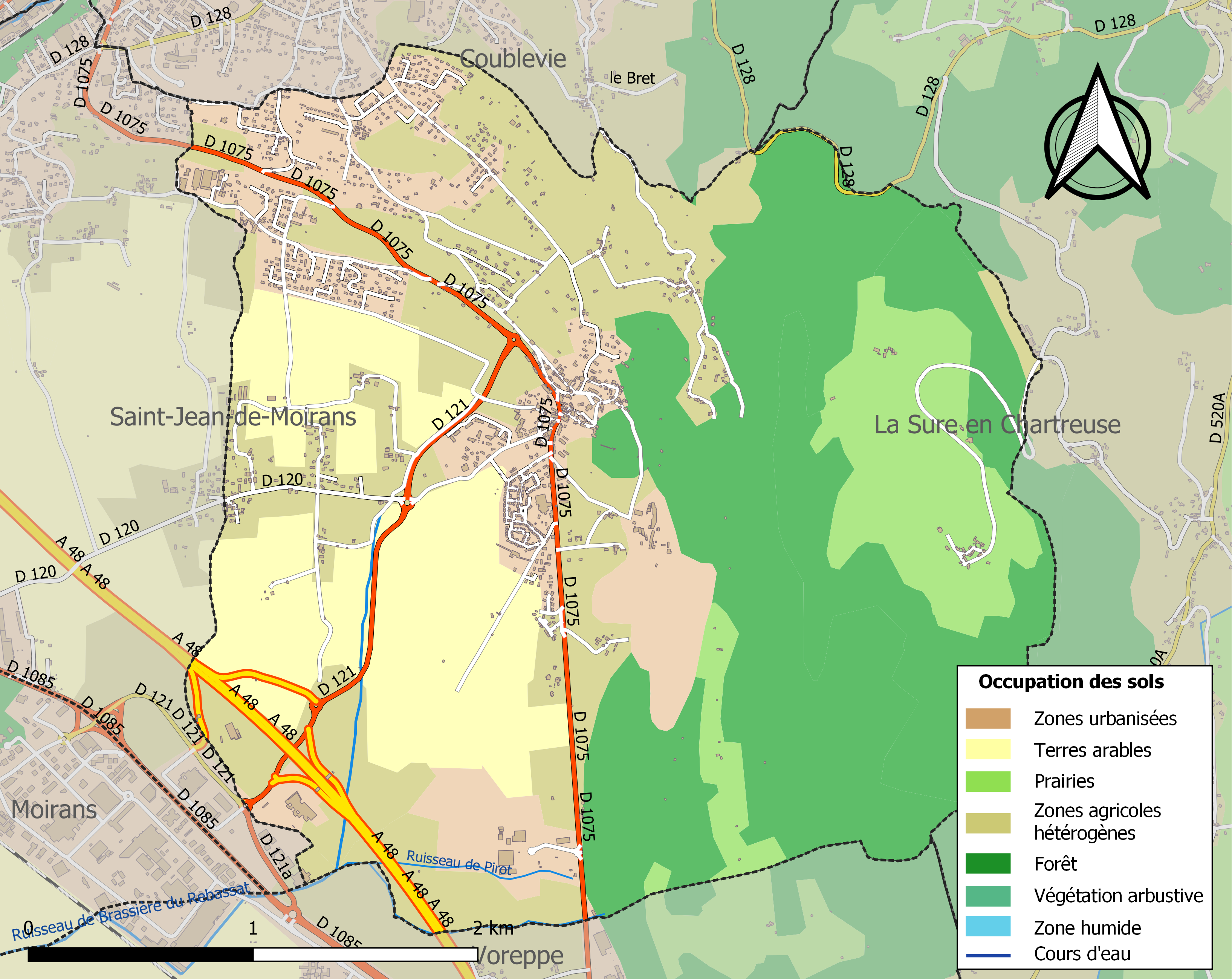
Carte des infrastructures et de l'occupation des sols de la commune en 2018 (CLC).

### Risques naturels et technologiques

#### Risques sismiques
L'ensemble du territoire de la commune de La Buisse est situé en zone de sismicité no 4, non loin de la zone no 3 (sur une échelle de 1 à 5) qui se situe vers l'ouest et le nord-ouest du département de l'Isère.
| Type de zone | Niveau            | Définitions (bâtiment à risque normal) |
| ------------ | ----------------- | -------------------------------------- |
| Zone 4       | Sismicité moyenne | accélération = 1,6 m/s2                |

## Toponymie
Le nom de La Buisse viendrait du latin buxia, qui désigne le buis, dont la croissance était favorisée par les terres éboulées au pied du plateau du Grand-Ratz et qui se prêtait à une taille graphique. Il a dérivé en buyssia et décliné au féminin.
André Planck, auteur du livre L'origine du nom des communes du département de l'Isère, confirme cette thèse. Par ailleurs, 289 noms de lieux différents ont été recensés sur cette commune. Par ailleurs, 335 noms de lieux recensés sur cette commune.
À noter que le Buis donnera sûrement son nom à de nombreux mots utilisés actuellement. Par exemple le mot "Buisson" ou "boussole". De plus, le Buis étant un bois utilisé depuis l'antiquité pour fabriquer de petites boîtes, il est probable que les mots "box" en anglais ou "boîte" en français (d'abord "buxita" puis "boiste" ), prennent leurs racines dans le nom du buis : "buxus" en latin ou "puxos" en grec.

## Histoire

### Préhistoire

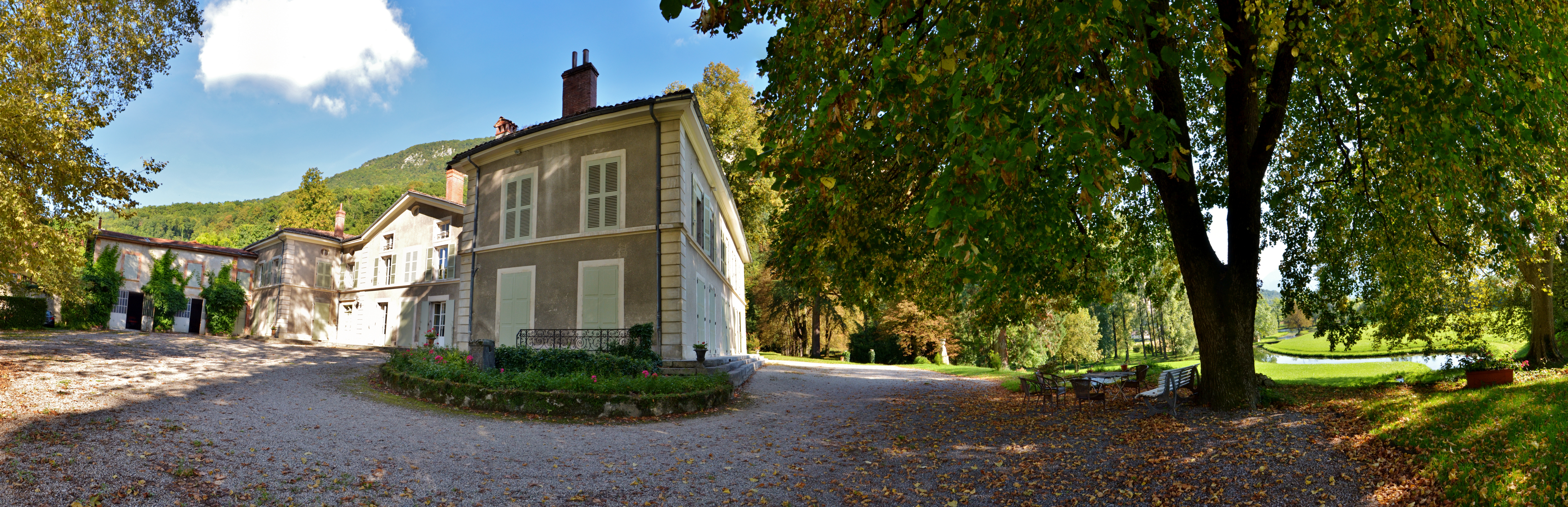
Établissement thermal, sur le site d'époque gallo-romaine.

La Buisse est un des lieux les plus anciennement habités du Dauphiné.
Dès la Préhistoire, des hommes s’installèrent dans la région, occupant les cavités dans la paroi surplombant la plaine de l’Isère. La grotte à « Bibi » ou de l'ermitage a livré des silex de la fin du Paléolithique supérieur (Magdalénien final : 13 000-11 000 av . J.-c.). À proximité, la grotte de Fontabert est un énorme ossuaire collectif du Chalcolithique-Bronze ancien (2 300-1 800 av. J.-C.). D'autres grottes dans la falaise (Grottes No 5, à Genève) ou sur les flanc du Grand Ratz (Trou au loup, Grotte du Trou noir) ont livré du matériel du Néolithique à l'âge du Fer.

### Antiquité
En époque gallo-romaine, un établissement hydrothérapique fut construit au lieu-dit Les Thermes, des vestiges sont conservés sur la propriété privée de Galbert. Une villa romaine fut même détruite, sur le territoire de la commune, lors des invasions barbares du IIIe siècle. On sait même, avec certitudes, qu’une voie romaine traversait, autrefois, La Buisse pour relier Grenoble (Cularo) à Moirans (Morginum).

### Moyen Âge

La Buisse en 1910.

Le nom de Buxia apparaît dans les textes dès le XIIe siècle et son origine provient probablement du buis, arbuste très abondant sur les pentes du Grand-Ratz.
Durant l'époque médiévale, La Buisse est zone frontalière entre Savoie et Dauphiné, et eut à faire face à de nombreux affrontements sanglants. Ils se trouvent un château fort et un prieuré, aujourd'hui disparus. En proximité, l'église de l'époque était dédiée à saint Hugues.

### Époque contemporaine

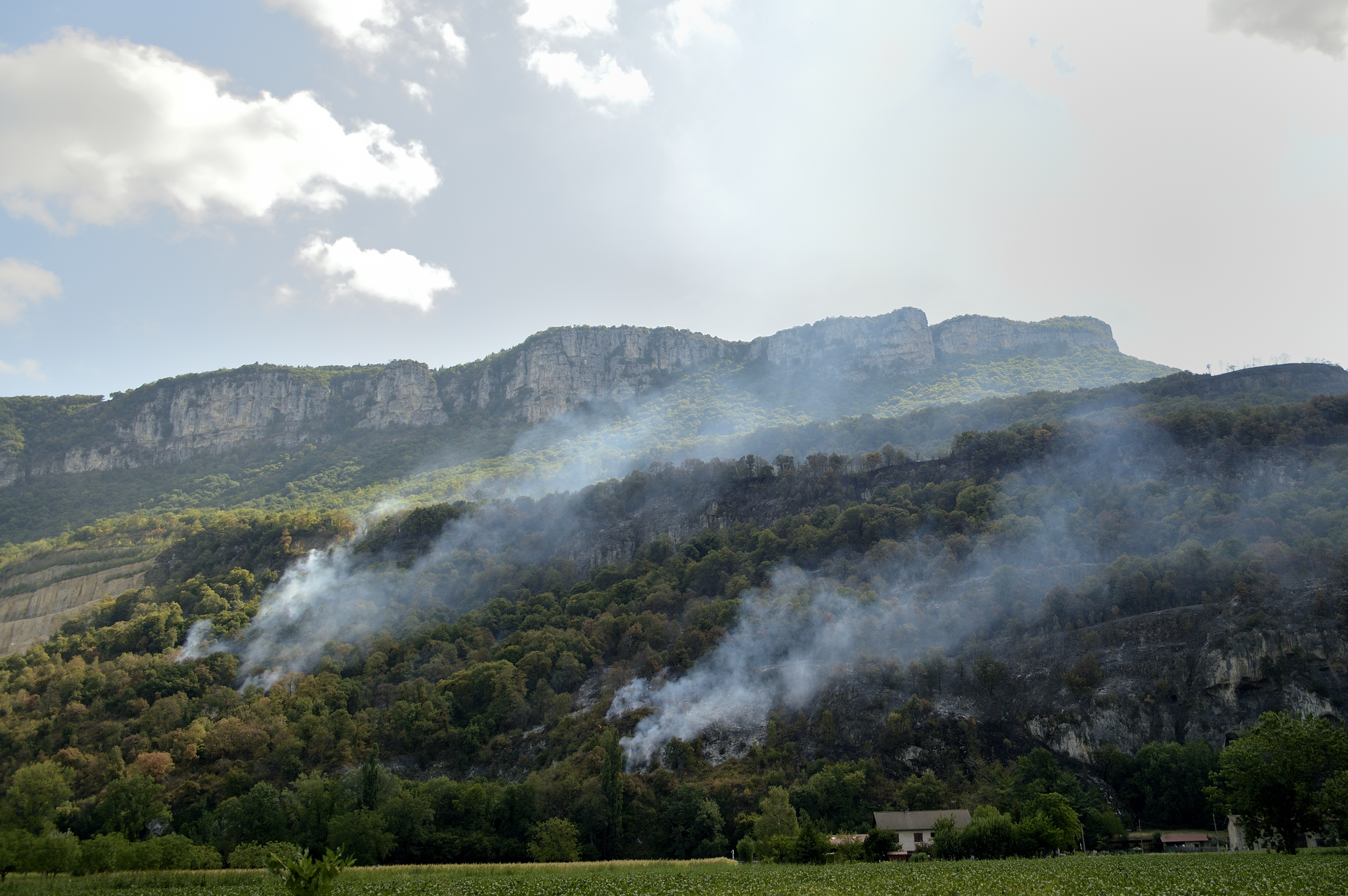
Matin du 7 août avant que le feu ne soit soufflé vers Voreppe

Le 5 août 2022 vers 18h45, la foudre frappe la végétation desséchée par un été caniculaire. Peu après cet évènement, une colonne de fumée noire est aperçue par plusieurs habitants au sommet de la Rochebrune sur le secteur de la Tençon, pan méridional du Grand-Ratz se situant à la limite des communes de La Buisse et Voreppe . Le lendemain, alors que l'incendie semblait maîtrisé par les pompiers, le vent se lève en début de soirée, soit près de 24h après le début de l'incendie, provoquant ainsi un embrasement important de la végétation. Le feu se trouvant sur des falaises auxquelles l'accès est difficile, le feu reste hors de contrôle et les pompiers ne peuvent que limiter l'ampleur des dégâts.
Le 7 août le vent tourne et pousse le feu vers la commune de Voreppe. Plusieurs hameaux sont alors évacués car situés en dessous des falaises enflammées, c'est également le cas de l'usine de construction de béton précontraint "Rector" qui se trouve également mise en danger par son dépôt de gaz. À ce moment, l'incendie prend une autre ampleur et nécessite l'intervention de canadairs.

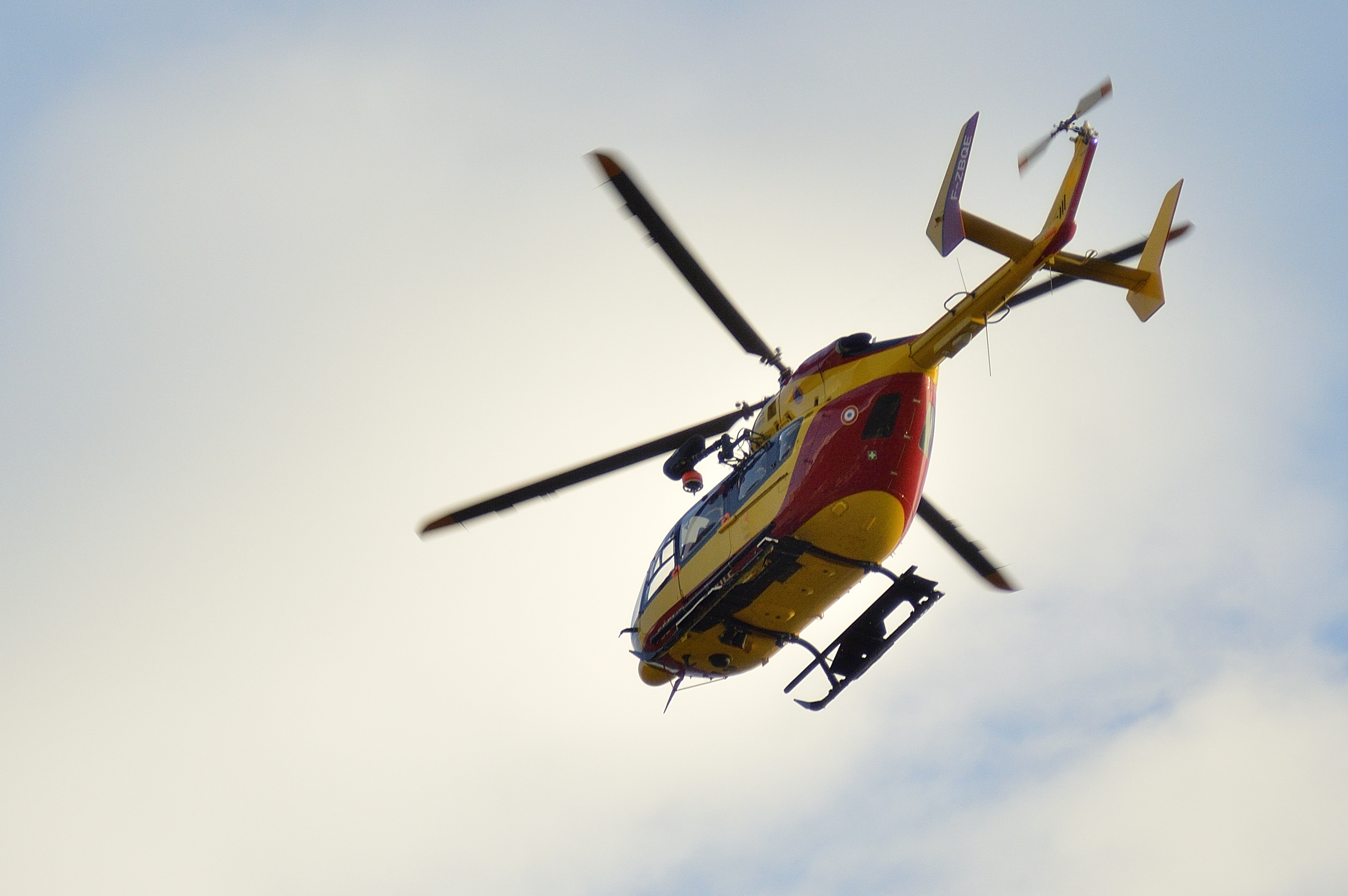
Hélicoptère de la Sécurité Civile passant au dessus de La Buisse

L'incendie est dit circonscrit par le SDIS le 10 août puis éteint le 12 août après une semaine de combats intenses ayant nécessités l'intervention de près de 170 pompiers du département ainsi que d'hélicoptères de l'Armée de terre et d'un groupe de Marins pompiers. Ce sont ainsi 130 hectares de forêt, partagés entre La Buisse et Voreppe, qui sont partis en fumée.
Cet incendie rappelle celui d'un autre sommet du massif de la Chartreuse, le Néron, en août 2003.

## Politique et administration

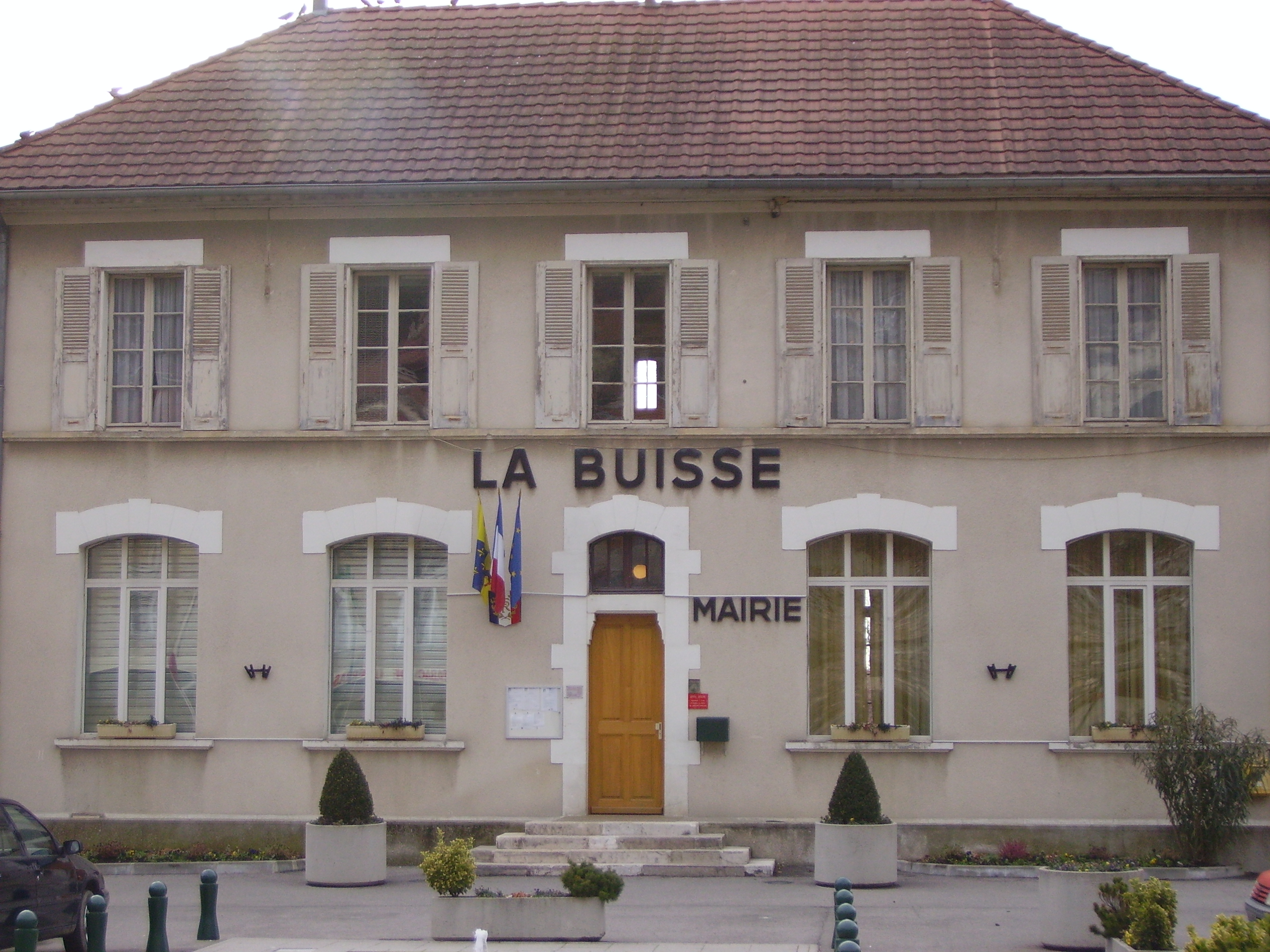
Mairie de La Buisse

### Liste des maires
| Période                                  | Période   | Identité            | Étiquette | Qualité                                   |
| ---------------------------------------- | --------- | ------------------- | --------- | ----------------------------------------- |
| 1945                                     | 1965      | Michel Billon       |           |                                           |
| 1965                                     | 1977      | Oronce de Galibert  |           |                                           |
| 1977                                     | 1980      | Claudius Mestrallet |           |                                           |
| 1980                                     | juin 1995 | Joseph Voilin       |           | Agriculteur puis représentant de commerce |
| juin 1995                                | 2007      | Marcel Vial         | DVD       |                                           |
| 2007                                     | mars 2008 | André de Combarieu  |           |                                           |
| mars 2008                                | 2020      | Patrick Cholat      | DVG-EELV  | Ingénieur conseil                         |
| 2020                                     | En cours  | Dominique Dessez    |           |                                           |
| Les données manquantes sont à compléter. |           |                     |           |                                           |

## Population et société

### Démographie
L'évolution du nombre d'habitants est connue à travers les recensements de la population effectués dans la commune depuis 1793. Pour les communes de moins de 10 000 habitants, une enquête de recensement portant sur toute la population est réalisée tous les cinq ans, les populations de référence des années intermédiaires étant quant à elles estimées par interpolation ou extrapolation. Pour la commune, le premier recensement exhaustif entrant dans le cadre du nouveau dispositif a été réalisé en 2006.

En 2022, la commune comptait 3 499 habitants, en évolution de +11,68 % par rapport à 2016 (Isère : +3,07 %, France hors Mayotte : +2,11 %).
| 1793  | 1800  | 1806  | 1821  | 1831  | 1836  | 1841  | 1846  | 1851  |
| ----- | ----- | ----- | ----- | ----- | ----- | ----- | ----- | ----- |
| 1 138 | 1 215 | 1 305 | 1 274 | 1 347 | 1 421 | 1 407 | 1 439 | 1 295 |

| 1856  | 1861  | 1866  | 1872  | 1876  | 1881  | 1886  | 1891 | 1896 |
| ----- | ----- | ----- | ----- | ----- | ----- | ----- | ---- | ---- |
| 1 237 | 1 175 | 1 150 | 1 078 | 1 108 | 1 044 | 1 061 | 996  | 978  |

| 1901 | 1906 | 1911 | 1921 | 1926 | 1931 | 1936 | 1946 | 1954  |
| ---- | ---- | ---- | ---- | ---- | ---- | ---- | ---- | ----- |
| 973  | 898  | 850  | 797  | 904  | 995  | 873  | 884  | 1 055 |

| 1962  | 1968  | 1975  | 1982  | 1990  | 1999  | 2006  | 2011  | 2016  |
| ----- | ----- | ----- | ----- | ----- | ----- | ----- | ----- | ----- |
| 1 087 | 1 006 | 1 050 | 1 206 | 2 238 | 2 405 | 2 627 | 2 886 | 3 133 |

| 2021  | 2022  | - | - | - | - | - | - | - |
| ----- | ----- | - | - | - | - | - | - | - |
| 3 411 | 3 499 | - | - | - | - | - | - | - |

### Enseignement
La commune qui relève à l'académie de Grenoble gère une école maternelle et une école primaire.

### Équipement sportif
La buisse est équipée de:
-3 terrains de tennis;
-2 terrains de padel
-1terrain de football
-1 skatepark et 1 pump track

### Activités culturelles
Buxia Festival
L’objectif de ce festival est de permettre la diffusion de groupes musicaux locaux ainsi que de promouvoir leur rencontre avec des musiciens et techniciens professionnels. Cette action culturelle permettrait à deux groupes locaux de se produire dans un cadre professionnel.
Cette année[Quand ?], le style mis en avant était le reggae qui est un style haut en couleur et adapté à toute génération inspirant la fraternité et la convivialité. L’intérêt de ce festival est d’ailleurs la mise en valeur d’un style de musique particulier différent chaque année.
Organisé par l’association Buxia Family, la première édition a eu lieu le samedi 24 mars avec comme tête d’affiche le groupe Daipivo de Marseille (et Cassis) mais aussi Buxia family et les gnous représenteront les groupes locaux.
Pour la seconde édition, qui s'est déroulée le 5 avril 2008, les Dukes (rock) et Lizarb (salade machine) se sont produits en première partie de Natty (bassiste de Sinsemilia) et le "Special Hommage Band à Bob Marley".
En 2009, le festival se développe puisque la 3e édition s'est déroulée les 27 et 28 mars 2009 avec en tête d'affiche Emzel Café (+ Claksound + Remanka) et Bass Maker avec les chanteurs de Raspigaous et K2R Riddim (+ Peaks Iration + Hobo).

### Médias
Le quotidien à grand tirage Le Dauphiné libéré consacre chaque jour de la semaine et du week-end, dans son édition Chartreuse-Sud Grésivaudan, une page complète sur l'actualité du canton et de sa région et quelquefois de la commune en proposant des informations sur les événements locaux, des comptes-rendus, des annonces, des dossiers sur des thèmes variés. Elle est aussi équipée du journal local, Voiron Mag et aussi La buisse info.
La commune est située sur l'aire de diffusion de radio Ici Isère, une radio publique qui émet sur tout le territoire du département de l'Isère.

### Cultes

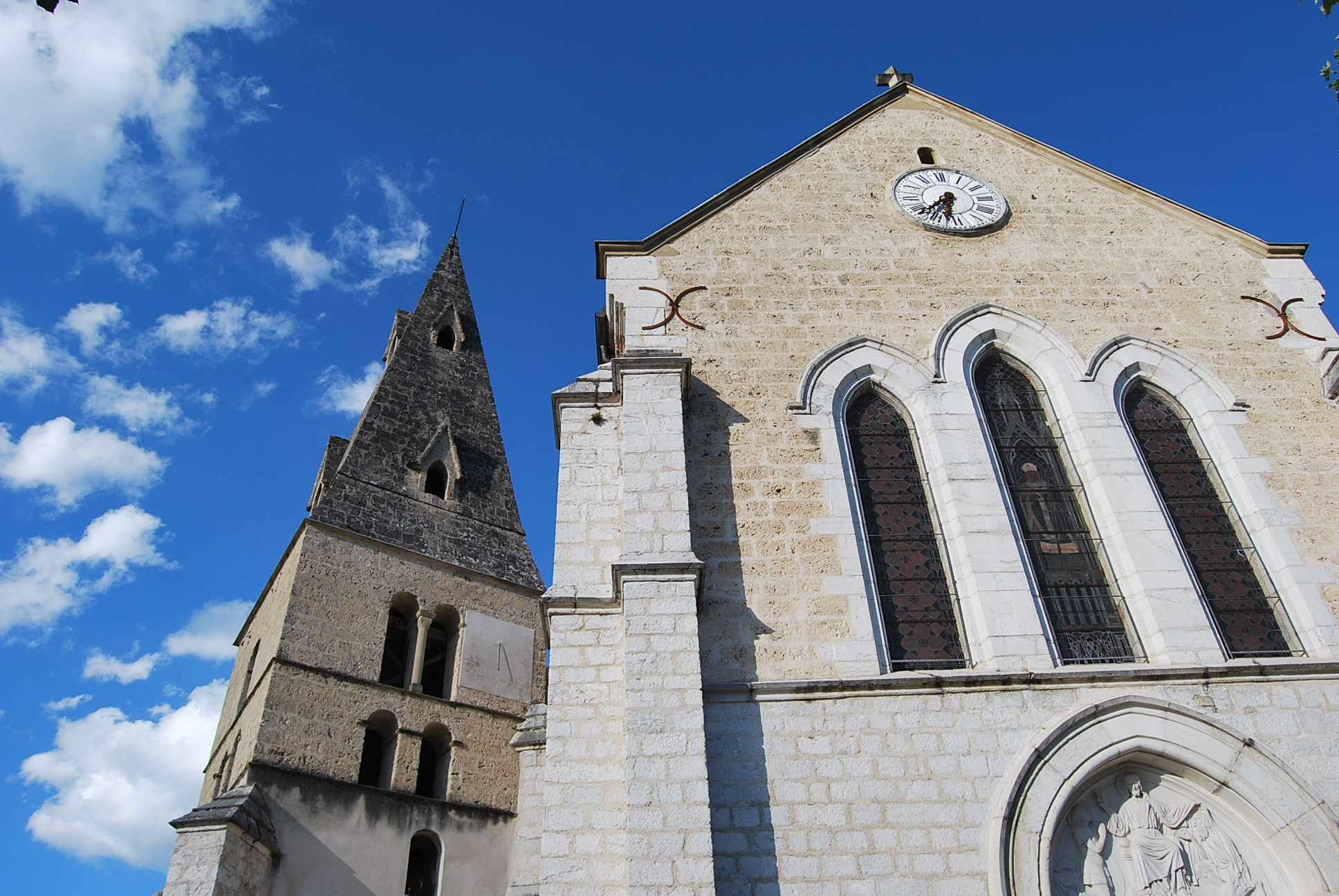
église St Martin

La communauté catholique et l'église de La Buisse (propriété de la commune) sont desservies par la paroisse Saint Thomas de Rochebrune qui comprend les églises de cinq autres communes et un monastère. Celle-ci est rattachée au diocèse de Grenoble-Vienne.

## Économie
Le budget communal de La Buisse dispose, en recettes de fonctionnement, de 711 euros par an et par habitant (2012,) ce qui la place dans la catégorie des communes modestes, sa physionomie essentiellement rurale en atteste.

### Activités industrielles et commerciales
Voici, ci-dessous quelques entreprises dont les lieux de production ou le siège social sont implantés sur le territoire de La Buisse.
- Carrière et Chaux Balthazard et Cotte (extraction de calcaire)
- Act'Isère (Établissement et service d'aide par le travail de l'AFIPH)
- Ets Rossignol (siège social)
- L'agence web SO'Website

### Activités agricoles
La commune fait partie de l'aire géographique de production et transformation du « Bois de Chartreuse », la première AOC de la filière Bois en France.
La Buisse est une des communes d'un secteur de vignobles pouvant revendiquer le label IGP « Coteaux-du-grésivaudan », comme la plupart des communes de la moyenne vallée de l'Isère (Grésivaudan et cluse de Voreppe).

## Culture locale et patrimoine
La commune compte deux monuments répertoriés à l'inventaire des monuments historiques et deux œuvres répertoriées à l'inventaire général du patrimoine culturel, au parc Georges-Balthazar et au parc du château, de maîtres-d'œuvre inconnus.

### Lieux et monuments

#### Les monuments historiques
- Les vestiges d'établissement gallo-romain[37], au lieu-dit les Thermes, font l'objet d'un classement au titre des monuments historiques par arrêté du 7 janvier 1959[38].
- L’église Saint-Martin du lieu-dit le Clos, construite au XIXe siècle[23], se distingue par son magnifique clocher roman du XIIe siècle qui fait l'objet d'une inscription partielle au titre des monuments historiques par arrêté du 22 mars 1983[39].

#### Les autres monuments
Près de l'église Saint-Martin, la vieux village compte quelques maisons des XVe et XVIe siècles. La Buisse compte également d'autres monuments et édifices :
- le château Beaumorier.
- La Magnanerie, ou manoir de Maximy, du XVe siècle[23].
- le château de la Charrière, du XVIIe siècle[23].
- le château Monteynard, dit château de La Buisse au Pansu, du XIXe siècle mais dont les dépendances datent des XVe et XVIIe siècles[23].
- la fresque de saint Martin à cheval, coupant son manteau et l'offrant à un mendiant, sur la façade d'une maison située au départ de la route de Moirans.
- le château des de Galbert, dans son parc sont abrités les vestiges d'un établissement gallo-romain[23].
- le monument aux morts (Obélisque sur socle), situé près de l'église[40].

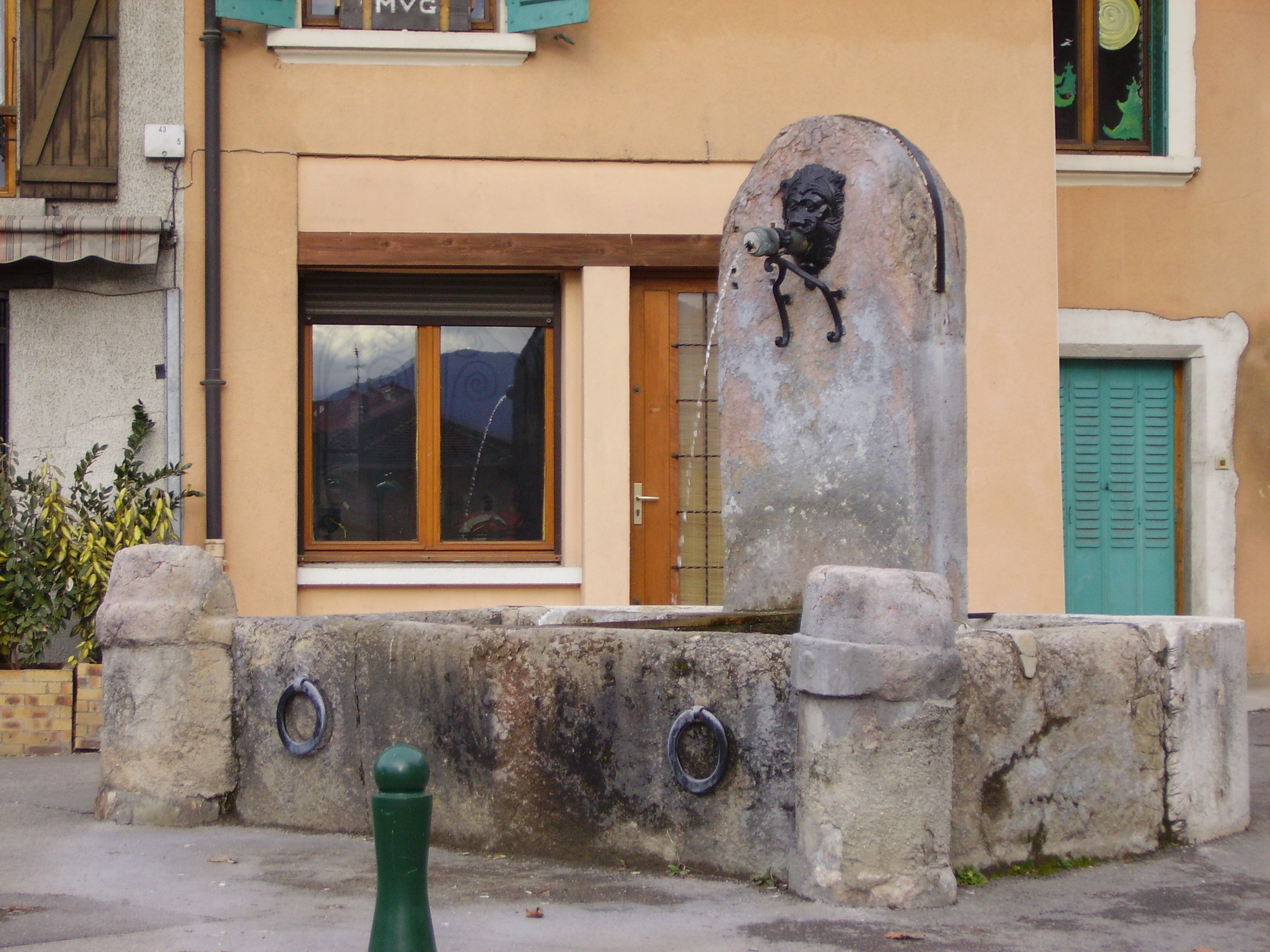
Fontaine municipale de La Buisse.
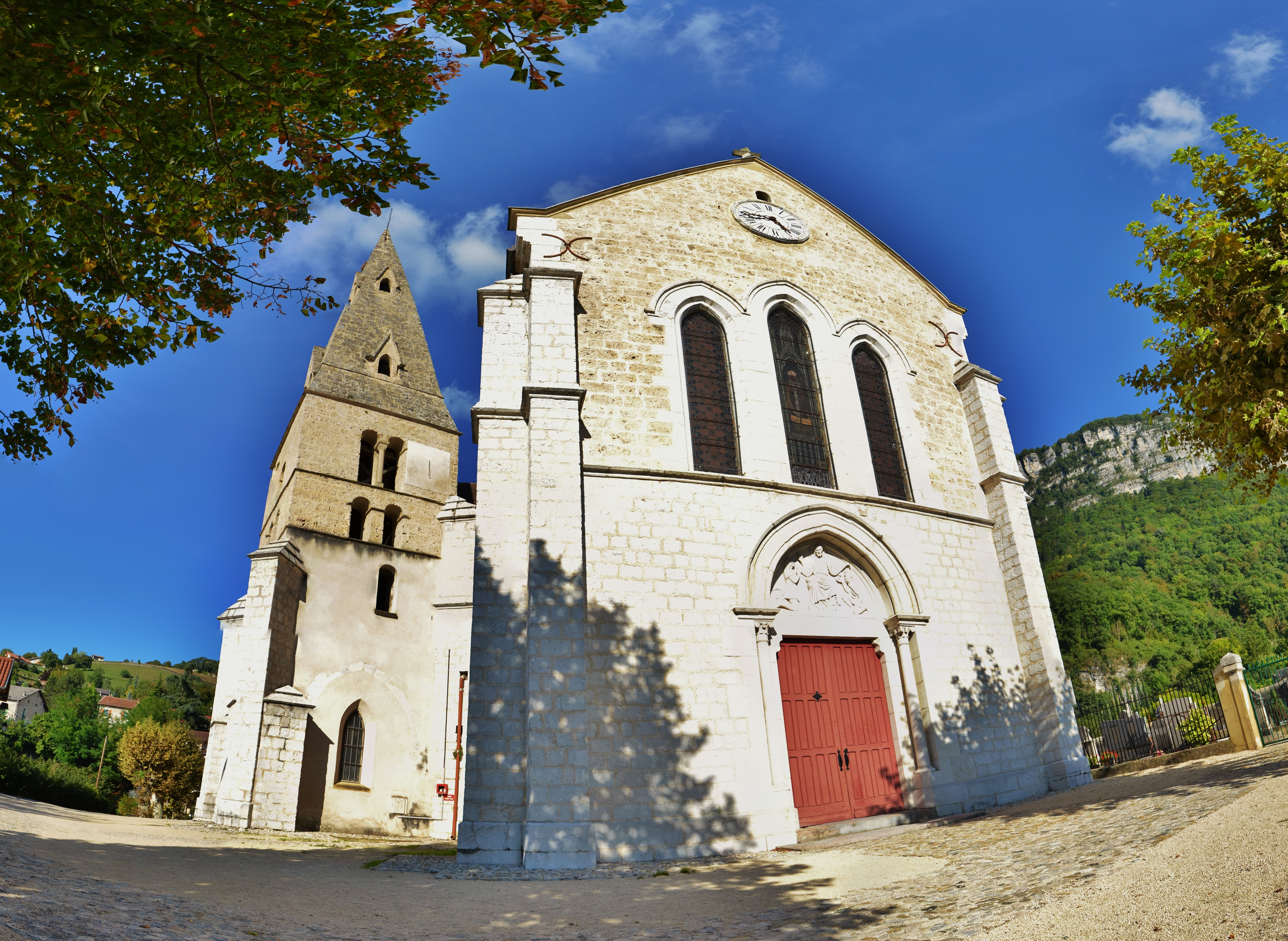
Église Saint-Martin de La Buisse.

### Patrimoine culturel
- une bibliothèque

### Patrimoine naturel
La Buisse est une  des communes adhérentes du parc naturel régional de Chartreuse.

### Héraldique
|  | La Buisse possède des armoiries dont l'origine et le blasonnement exact ne sont pas disponibles. |